# John Martinus

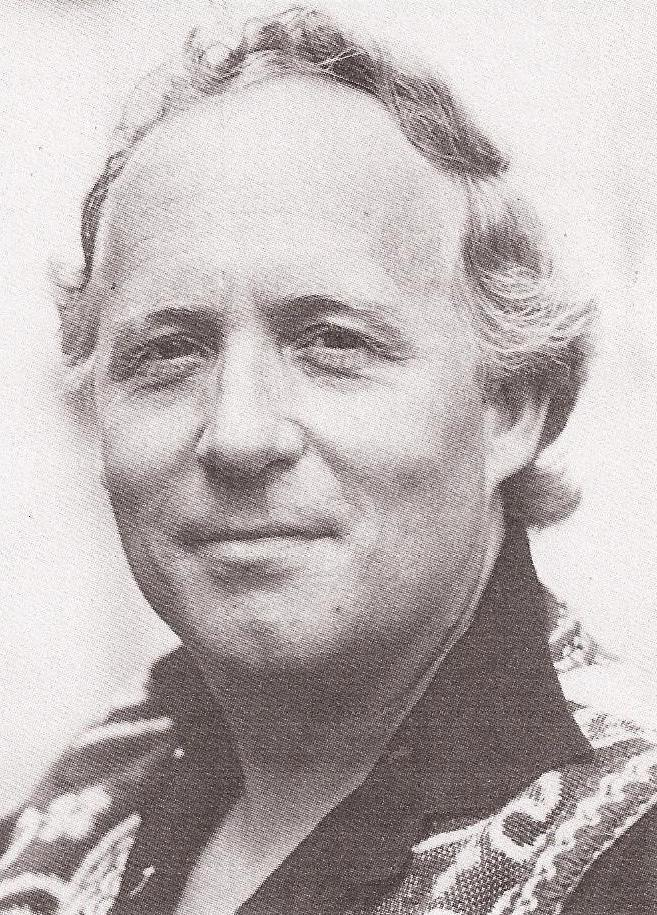
John Martinus (1983)

John Martinus (* 27. Juli 1939 in Kopenhagen; † 17. August 2016 ebenda) war ein dänischer Schauspieler.

## Biografie
Martinus war seit 1954 als Schauspieler aktiv. Obwohl er keine Schauspielausbildung erhalten hatte, spielte er in vielen dänischen Film- und Fernsehproduktionen mit. Ebenso verkörperte er im Theater unterschiedliche Rollen in zahlreichen Theaterstücken und Revuen im Betty Nansen Teatret, Aarhus Teater, Amager Scenen, Nørrebros Teater und im Det ny Teater. Größere Aufmerksamkeit erreichte er erstmals durch seine Auftritte von 1978 bis 1981 in der dänischen Fernsehserie Die Leute von Korsbaek als Ingeborgs ehemaliger Mann Holger Jørgensen.

## Filmografie (Auswahl)
- 1968: Die Jungfrau von 18 Karat (Uden en trævl)
- 1970: Den glade ambulance
- 1972: Studentenfutter (Rektor på sengekanten)
- 1978: Die Olsenbande steigt aufs Dach (Olsen-banden går i krig)
- 1978–1981: Die Leute von Korsbaek
- 1984: Kopenhagen – Mitten in der Nacht (Midt om natten)
- 1984: Privatdetektiv Anthonsen (Anthonsen)
- 1985: Rejseholdet
- 1986: Mord im Dunkeln (Mord i mørket)
- 1988: Mord im Paradies (Mord i Paradis)
- 1988: Eine ungewöhnliche Entführung (Skyggen af Emma)
- 1996: Fede tider
- 1997: Bryggeren
- 1998: Idioten (Idioterne)
- 1999: Morten Korch – Ved stillebækken
- 1999: Wahlnacht (Valgaften)
- 2000: Die Bank (Bænken)
- 2003: Stealing Rembrandt – Klauen für Anfänger (Rembrandt)
- 2005: Falsche Entscheidung (Drabet)
- 2007: Kommissarin Lund (Forbrydelsen)
- 2010: Protectors – Auf Leben und Tod (Livvagterne)
- 2011: Rollator Banden
- 2011: Die Brücke – Transit in den Tod (Bron/Broen)
- 2012: Danish Dynamite
- 2012: Die Königin und der Leibarzt (En kongelig affære)